# Parcani (Sopot)
Pour les articles homonymes, voir Parcani.

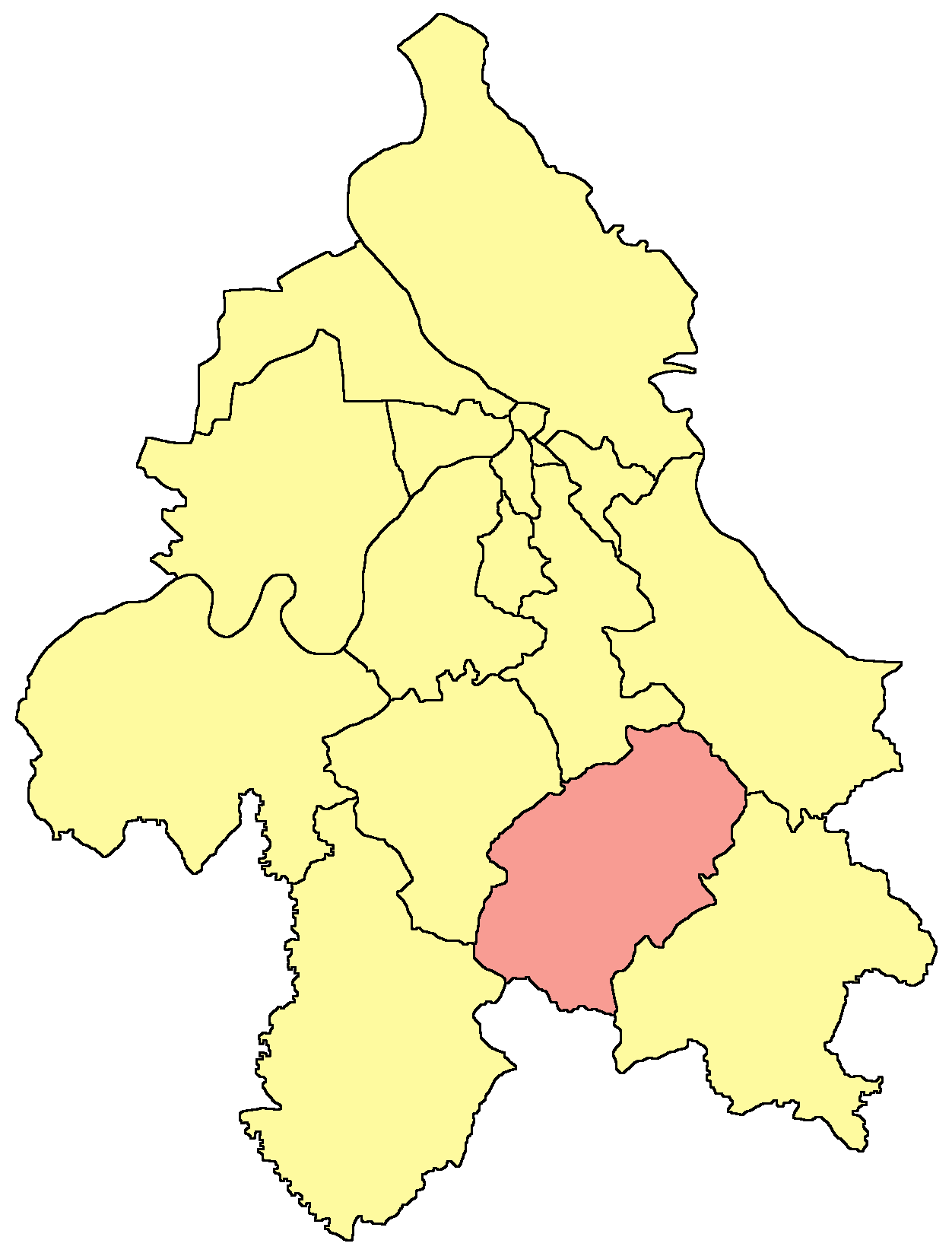
Localisation de la municipalité de Sopot dans la Ville de Belgrade

Parcani (en serbe cyrillique : Парцани) est un village de Serbie situé dans la municipalité de Sopot et sur le territoire de la Ville de Belgrade. Au recensement de 2011, il comptait 610 habitants.
Parcani est situé au nord au mont Kosmaj.

## Démographie

### Évolution historique de la population
| 1948  | 1953  | 1961  | 1971 | 1981 | 1991 | 2002 | 2011 |
| ----- | ----- | ----- | ---- | ---- | ---- | ---- | ---- |
| 1 271 | 1 303 | 1 220 | 842  | 734  | 693  | 657  | 610  |

|  |